# Matsucoccus vexillorum
Matsucoccus vexillorum är en insektsart som beskrevs av Morrison 1939. Matsucoccus vexillorum ingår i släktet Matsucoccus och familjen pärlsköldlöss. Inga underarter finns listade i Catalogue of Life.